# Homalodiscus
Homalodiscus es  género de plantas herbáceas de la familia Resedaceae. Tiene cuatro especies. 

## Especies seleccionadas
- Homalodiscus aucheri
- Homalodiscus major
- Homalodiscus minor
- Homalodiscus ochradeni

- Datos: Q5901113